# The Silent Rider (film 1918)
The Silent Rider è un film muto del 1918 diretto da Clifford Smith. Prodotto e distribuito dalla Triangle, aveva come interpreti Roy Stewart, Lafe McKee, Ethel Fleming, Leo Willis.

## Trama

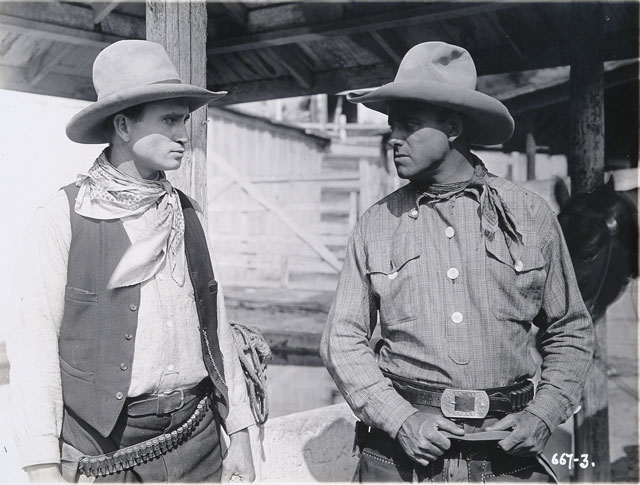
Leo Willis e Roy Stewart

Vittima di numerosi furti di bestiame che lo hanno quasi rovinato, Jim Carson, proprietario di un ranch, è indotto a chiedere l'intervento dei Texas ranger per avere il loro aiuto. Assume anche un nuovo mandriano, Bob Gordon. Il giovane non si dimostra insensibile al fascino di Jean, la bella figlia del suo datore di lavoro, e si mette a corteggiarla, provocando irritazione in Dave Merrill, il caposquadra, innamorato pure lui della ragazza. Un giorno, Bob sorprende il caposquadra intento a marcare uno dei vitelli. La cosa lo insospettisce e confida le sue supposizioni a Jean e a suo padre, suggerendo che Merrill potrebbe essere uno dei ladri di bestiame. Merrill, per sviare i sospetti su di lui, cerca di indirizzarli verso Bob, ma il suo piano fallisce. Merrill, allora, rapisce Jean, portandola sulle colline, Bob, che in realtà è un Texas ranger, individua il nascondiglio del farabutto: butta giù la porta e salva la ragazza, uccidendo il rapitore.

## Produzione
Il film fu prodotto dalla Triangle Film Corporation

## Distribuzione
Distribuito dalla Triangle Distributing, il film uscì nelle sale statunitensi l'8 dicembre 1918. In Francia, fu distribuito il 14 febbraio 1920 con il titolo Le Cavalier silencieux; in Svezia, con quello di Den okände Ryttaren.
Non si conoscono copie ancora esistenti della pellicola che viene considerata presumibilmente perduta.